# Salonius
Salonius (* ca. 400; † 475) war vor dem Jahr 441 Bischof von Genf. Er war ein Sohn des späteren Bischofs Eucherius von Lyon und wurde gemeinsam mit seinem Bruder Veranus im Kloster in Lérins ausgebildet. In Lérins lernte er die wichtigsten Vertreter der Askese aus Südgallien kennen. Salonius nahm 441 am Konzil in Orange, 442 an der Synode in Vaison und 451 an der in Arles teil. Der Gedenktag von Salonius ist der 28. September.
Salonius wird gemeinsam mit Bischof Sagittarius immer wieder in den Quellenberichten von Gregor von Tours erwähnt. Das meiste, was heute aus den Quellen des 6. Jahrhunderts bekannt ist, kommt von Mitgliedern der Kirche. Vorsicht muss jedoch bei Hagiographien und bei den Erzählungen von Gregor von Tours gelten. Laut Gregor von Tours begannen Salonius und Sagittarius mit dem Erlangen ihrer Bischofswürde mit Rauben, Blutvergießen, Mord, Unzucht und anderen Verbrechen. Dazu überfielen sie noch Victor, den Bischof von Saint-Paul-Trois-Châteaux, zerrissen ihm die Kleider und erschlugen seine Diener. Die Quellenberichte von Salonius und Sagittarius sind ein Beispiel der klerikalen Beteiligung an militärischen Unternehmungen zur Zeit der Merowinger.